# Alpago
Alpago ist eine italienische Gemeinde (comune) mit 6601 Einwohnern (Stand: 31. Dezember 2023) in der Provinz Belluno,  Region Venetien.

## Geographie
Die Gemeinde liegt in Luftlinie etwa 10 km südsüdöstlich der Provinzhauptstadt Belluno in einer Schwemmebene am Nordostufer des Lago di Santa Croce in den Belluneser Alpen auf einer Höhe von 690 m s.l.m. Durch das Gemeindegebiet fließt der Torrente Tesa, der hier in den Lago di Santa Croce mündet.

## Geschichte
Die Gemeinde Alpago entstand am 23. Februar 2016 aus dem Zusammenschluss der Gemeinden Pieve d’Alpago, Puos d’Alpago und Farra d’Alpago gebildet. Der Sitz der Gemeinde befindet sich in Pieve d’Alpago.

## Verkehr
Durch das Gemeindegebiet führt entlang des Westufers des Lago di Santa Croce die Autobahn A27 und die Staatsstraße SS 51 „Alemagna“.